# Hecelchakán
Hecelchakán là một đô thị thuộc bang Campeche, México. Năm 2005, dân số của đô thị này là 26973 người.